# Radikálová fluorace
Radicalkálová fluorace je druh fluorační reakce, který je doplňkem nukleofilní a elektrofilní fluorace. Spočívá v reakci radikálu se zdrojem atomárního fluoru a vzniká při ní fluorovaná sloučenina.
Původně byly k dispozici pouze tři zdroje atomárního fluoru: fluor (F2), fluornany a fluorid xenonatý (XeF2). Vysoká reaktivita a obtížné skladování F2 a fluornanů omezovalo rozvoj radikálové fluorace. Byla však objevena elektrofilní N—F fluorační činidla, která lze rovněž použít jako zdroje fluoru; tento objev vedl k obnovení využívání radikálové fluorace.
Je známo několik způsobů radikálové tvorby vazeb C—F. tento objev vedl k obnovení využívání radikálové fluorace. Radikálové meziprodukty se vytvářejí z derivátů karboxylových kyselin a kyseliny borité, a to radikálovou adicí na alkeny, nebo aktivací vazeb C—H a C—C. Vyvíjejí se nové zdroje atomárního fluoru, jako jsou například komplexy fluoridů kovů.

## Zdroje fluoru

### Plynný fluor
Plynný fluor lze použít jako elektrofilní i atomární zdroj fluoru. Nízká energie vazeb F—F (150 kJ/mol) umožňuje homolytické štěpení. Reakce F2 s organickými sloučeninami jsou ovšem značně exotermické a mohou způsobovat neselektivní fluorace a štěpení vazeb C—C, dokonce může dojít k výbuchu. Popsáno bylo pouze několik selektivních metod radikálové fluorace. Použití fluoru k radikálové fluoraci je převážně omezeno na perfluorační reakce.

### O—F reaktanty
Vazby O—F u fluornanů jsou poměrně slabé, například u CF3OF je vazebná energie přibližně 182 kJ/mol. Schopnost této látky fluorovat alkylové radikály byla ukázána na reakci ethylových radikálů vytvořených z ethenu a tritia za přítomnosti CF3OF. Vysoká reaktivita fluornanů omezuje jejich využití při selektivních radikálových fluoracích, mohou však být použity jako radikálové iniciátory při polymerizaci.

### Fluorid xenonatý
Nejčastější využití fluoridu xenonatého k radikálové fluoraci je při dekarboxylačních fluoracích. Při těchto Hunsdieckerových reakcích slouží fluorid xenonatý jako zdroj radikálových meziproduktů a fluoru.
XeF2 může být také použit na tvorbu arylových radikálů z arylsilanů a může sloužit jako zdroj atomárního fluoru při přípravě arylfluoridů.

### N—F reaktanty
Jako elektrofilní zdroje fluoru se běžně používají selektfluor a N-fluorbenzennsulfonimid (NFSI), protože mají schopnost dodávat fluor na alkylové radikály.

### Ostatní
Byly popsány radikálové fluorace pomocí BrF3 a fluorovaných rozpouštědel. K přesunu fluoru na alkylové radikály lze rovněž použít in situ připravené komplexy fluoridových iontů s kovy.

## Druhy radikálové fluorace

### Dekarboxylační fluorace
Ternolýzou t-butylperesterů lze za přítomnosti NFSI a selectfluoru získat alkylové radikály. Radikálové meziprodukty se účinně fluorují působením dvou elektrofilních fluoračních činidel.
Jako prekurzory radikálů je možné použít karboxylové kyseliny. K usnadnění fluordekarboxylace lze použít kovové katalyzátory, například stříbro a mangan; také je možné využít fotoredoxní katalýzu. Deriváty kyseliny fenoxyoctové mohou být fluordekarboxylovány vystavením ultrafialovému záření nebo pomocí fotosenzitizátoru.

### Radikálová fluorace alkenů
Radikály vzniklé z alkenů mohou být také fluorovány. Lze využít hydridy a radikály s dusíkovými, uhlíkovými a fosforovými centry; tímto způsobem je možné připravit mnoho různých difluorovaných sloučenin.

### Fluorace derivátů kyseliny borité
Alkylfluoridy lze připravit z radikálů odvozených od derivátů kyseliny borité za katalýzy stříbrem.

### C(sp3)—H fluorace
Jednou z hlavních výhod radikálové fluorace je to, že lze provést fluoraci vzdálených vazeb C—H. Katalyzátory zde bývají kovy, například mangan, měď a wolfram.. C(sp3)—H fluorace lze provést i bez použití kovů, které se nahradí iniciátory radikálů (Et3B, peroxosiřičitany a N-oxylové radikály) nebo organickými fotokatalyzátory.
Byly též vyvinuty metody selektivní fluorace benzylových vazeb C—H.

### Aktivace vazeb C-C
Cyklopropanoly a cyklobutanoly lze použít jako prekurzory radikálů při syntéze β- nebo γ-fluorketonů. Ke štěpení vazeb C—C dochází za přítomnosti stříbra nebo železa jako katalyzátoru či působením ultrafialového záření a fotosensitizátoru.

## Využití
Jedním z možných využití radikálové fluorace je příprava různých funkčních skupin, které jsou součástmi molekul léčiv. K tomuto účelu lze použít například deriváty [1.1.1]-propelanu s reaktivními funkčními skupinami, jako jsou hydrochloridy 3-fluorbicyklo[1.1.1]pentan-1-aminu.